# 董福祥
董福祥（1840年1月8日—1908年2月9日），字星五，宁夏固原人。中国清朝末年庚子名将，武卫后军指挥官。甘军创立者。左宗棠西北陆军系统出身。

## 生平

### 同治陕甘回变

#### 拥兵自立
董出生于固原南山当地袍哥会首领家庭。同治元年（1862年）同治回亂时，率众割据甘肃慶陽府安化縣（今慶城縣），以保境安民为号召，既反对清朝军队，也反对回族军。其父为地方哥老会首领。同治三年（1864年），董福祥被推举为陇东一带地方团练的首领，张俊、李双良等人副之，与各支回民军划分活动边界，共同抗击清军。到同治七年（1868年），董福祥自封为陕甘自卫总团大元帅，手下号称三十万，控制区域南及延安，北达伊克昭盟，东起绥德，西至环县、固原。

#### 归降清廷
1868年冬，原在陕西境内活动的捻军進入山西，清朝政府遂命令尾追其而来的湘军北上攻打董福祥。董率部围攻绥德数次均失败，被迫转入防御。1869年，湘军将领刘松山任陕西各部清军总指挥，以一点开花，中心突破的战法直接突破董的外围防线，大胜董军于瓦窑堡。2月，清廷俘获其父亲董世猷，董福祥乞降，全军投降清军，所部改编为董字三营，立即投入对马化龙的战斗中。

#### 金积堡战役
1869年12月11日，董在攻打吴忠堡的战斗中亲身肉搏，虽受伤不下火线，为夺取吴忠堡立下头功，董率军勇猛作战，很快打消了左宗棠、刘松山等人对其的疑虑，左宗棠于是同意正式将董字三营编入官军序列，成为刘松山手下的一支劲旅。
1870年2月14日，在金积堡战役中，刘松山不听董福祥的劝告，亲往马化龙营中受降，不料中弹身亡，临终前他将侄子刘锦棠托付与董福祥，董遂忠心辅佐刘锦棠。同治十年（1871年）3月2日，马化龙在被围将近两年后投降，被刘、董以藏匿武器的罪名处死。随后，董福祥用开花炮猛轰马家滩顽抗的回民军堡寨，回军死伤惨重，一日之内回寨尽毁。董福祥因功破格授予都司的职位。董其後受命镇守金积堡，将其建设为自己的大本营。
同治十一年（1872年），董福祥率部随同刘锦棠进军西宁，战斗中董福祥屡挫禹得彦、白彦虎等部，破白彦虎于高家堡，烧毁其堡寨，因功升任游击将军董在战斗中对敌军十分凶悍，“以鲜血染红顶子”这句名言便是出自董之口。

### 驻防新疆时期

#### 清军收复新疆之战
光绪元年（1875年），左宗棠率军前往新疆平定阿古柏的割据势力，董作为其主力之一担当前锋重任，被提升为总兵。董行军途中遇到沙尘暴，但其率部依然前进，一举击败白彦虎，攻克吐鲁番、迪化（乌鲁木齐）、玛纳斯等地，收复北疆，董因功被提升为提督。光绪三年（1877年），左宗棠进军南疆，董福祥率部急行军翻越天山，跋涉1200多里，用开花大炮突袭攻克达坂城，接着又连夜追击攻克托克逊，打开了大军进入南疆的门户。光绪三年五月，阿古柏被部下所杀，白彦虎向俄境逃窜。八月，清军开始追歼南疆残敌，董军任先锋，攻克喀喇沙尔。光绪三年冬天，董福祥攻克和田，收复南疆四城，“董军名震西域”，光绪帝赏黄马褂，赐号阿尔杭阿巴图鲁。光绪四年1月，新疆除伊犁外，宣告占领全境。董被叙为“战功第一”，加封云骑尉世职、进提督衔。

#### 驻守及水利建设
光绪五年（1879年），布鲁特酋阿布都勒哈反叛，向北往库伦移动，董福祥追击，到达空谷根满地方，步兵的脚上起了水泡和茧子，董福祥挑选健壮的勇士乘骑骡子追击。在两日一夜之内，率部急驰300余里，在木吉突袭叛军，又斩杀三百多名骑兵。
随后任二品武官阿克苏总兵，驻防阿克苏。光绪十六年（1890年），擢升喀什噶尔提督，驻喀什噶尔，总统南疆地区军事，十七年（1891年）调任乌鲁木齐提督。董福祥在新疆驻守近三十年，除了抵抗英国、俄国在新疆的渗透以及保卫领土外，他重视新疆水利建设，曾开挖玉龙喀什河灌溉良田。

### 庚子事变

#### 事变前期

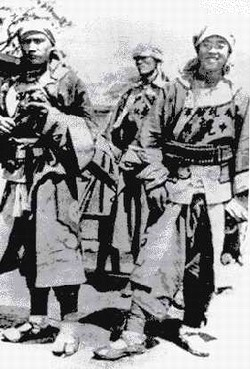
1900年驻扎在北京郊外的董福祥甘军士兵，属于武卫军后军

光绪二十年（1894年）甲午战争爆发，董福祥晋尚书衔，奉命率在新疆期间招募的甘军入卫北京，屯驻蓟州一带，受到慈禧的接见和赏识。二十一年（1895年），甘肃河州、湟中等地又爆发回族和撒拉族的农民起义，董福祥被任命为甘肃提督，率部进剿，平定叛乱后加封为太子少保，赏赐骑都尉世职。宁夏、甘肃一代多称其“董宫保”。
光绪二十三年（1897年），光绪帝戊戌变法失败后，董福祥部编入荣禄下辖的北洋军，担任武卫后军统领，驻守蓟州。对于武卫军的5支部队，光绪帝评价：“宋庆毅军，辈行最老；聂士成淮军，勤于操练；董福祥甘军，骁勇好斗；袁世凯新建陆军，专尚西操。”
二十五年（1899年），董福祥复任甘肃提督。

#### 八国联军之役
光绪二十六年（1900年），庚子事變爆发，慈禧太后為加強宮廷保安，召董福祥入京。6月9日董福祥率部进入北京，驻守永定门。6月11日，董部奉命開入永定門，剛好日本使馆书记杉山彬乘車欲出城郊，去探望經清廷總理衙門批准到使館區保衛日本使館的日本警衛隊24人，董軍误以为杉山彬前去迎接八国联军入京，營官喝問「何人」，杉山彬據實回答，然未說完已被營官抽刀刺殺，其屍體被甘軍肢解，並剖腹取出腑臟，塞入馬糞，再棄於路旁。杉山彬死後，慈禧太后派榮祿及啟秀到日本使館致歉，並召端郡王載漪及董福祥面斥。董以如懲罰他則恐甘軍嘩變為由威脅慈禧太后，慈禧太后本想擬諭旨懲兇的計劃也只好作罷。事後，載漪稱董是了不起的好漢。五月十八日下午，德国公使克林德在东单牌楼附近被神机营恩海击毙。
董福祥所率的甘軍是西北地區融合了汉族士兵和穆斯林士兵的军队，战斗力较强，因为在新疆地区战事的卓越表现，受到慈禧太后、端王、莊王等支持義和團的當政派的支持。但是与日后逐渐掌权的袁世凯派系不和，在庚子事变期间甘军常與禁軍及義和團一起在京城濫殺無辜、縱火搶掠。
6月20日，清廷命令榮祿攻打使館區，榮祿因怕當替罪羊負責任，先是裝病交出兵權，後因懿旨難違，便命董福祥部围攻东交民巷的使馆区，而按下自己有德式裝備的武衛中軍。董福祥虽有一万一千人精兵和12门五七快炮，面对仅有400多人的使馆区亦不愿担责，命炮队“将炮口抬高一寸”，董福祥甘军自6月20日至6月23日一連四天每日發炮三百多發，但未對使館區造成大損害。6月25日，榮祿奉旨停攻使館，並派人送西瓜蔬菜等慰問品到各國使館，又派人假扮走私販將大量先進德製後膛槍等軍火入使館以加強使館區的防衛。6月28日，甘軍又恢復攻擊，其後打打停停五十餘日直至8月14日，始終未能攻下使館區。
8月14日，八国联军自通州攻打北京，袁世凯为了保存实力避而不战。唯有董福祥、聂士成两支军队防守抵抗。董福祥率军在广渠门与英国军队作战，下午2时，广渠门被攻占，董后撤至东便门、朝阳门、正阳门一带继续顽强抵抗，击毙沙俄军团长安宁科夫法国人佛甫愛加來、施米儂所写的《庚子中外戰紀》记载，董福祥是保卫北京最为奋勇的一支部队。董福祥亲自提刀在正阳门督战，正阳门四层箭楼被大炮长时间轰击为两层。董福祥部分嫡系部队在保卫正阳门时战死，包括马福禄及其堂弟马福贵、马福全、侄子马耀图、马兆图，汉族、回族、撒拉族兵勇共三百余人。最后董軍從彰儀門撤走，沿途大肆劫掠。

#### 随扈两宫西逃西安
8月15日，慈禧携光绪帝西逃，与王公、大臣共计千余人，由景山西街出地安门。天气有雨，王公大臣们出逃匆忙，未带雨具十分狼狈。董福祥带领部队在宣化与慈禧会和，担任随扈大臣，保护慈禧的安全。在宣化，爱将马海晏病逝。经河北南口、居庸关、自山西大同、平遥南下太原，9月10日到达太原府。在潼关渡黄河时，董福祥部下马福祥选拔会水性者两百人，操持龙舟，泅渡黄河。10月26日抵达西安。董福祥担任西安行宫的护卫职责。

#### 《辛丑条约》论罪革职
1901年8月31日，《辛丑条约》签订。清政府与八国联军议和期间，董福祥被八国指控为“首凶”，要求清政府将其处死。李鸿章、袁世凯弹劾董福祥，也请求将其处死。慈禧因董福祥對回軍仍有很大影響力，擔心殺之會引起軍變，最终以革职留任、永不叙用论处。董对此一决定非常不满，一度计划自行招募军队赴山西继续战斗。特別對於榮祿繼續執大政而自己則被貶感到憤恨，特別寫信責備並威脅榮祿“戊戌八月，公有非常之舉。七月二十日電，命祥統所部入京師，實衛公也。拳民之變，屢奉鈞諭，撫囑李來中，命攻使館。祥以茲事體大，猶尚遲疑，以公驅策，敢不承命。疊承面諭，圍攻使館，不妨開炮，祥猶以殺使臣為疑。公謂戮力攘夷，禍福同之。祥一武夫，本無知識，恃公在上，故效犬馬之奔走耳。今公巍然執政，而祥被罪，竊大惑焉。夫祥之於公，力不可謂不盡矣。公行非常之事，祥犯義以從之。公撫拳民，祥因而用之。公欲攻使館，祥彌月血戰，今獨歸罪於祥。麾下士卒解散，咸不甘心，多有議公反覆者。祥惟知報國，已拼一死，而將士憤怨，恐不足以鎮之，不敢不告”慈禧恐其破坏和谈，令光绪帝赐其手书“他日闻鼙鼓思将帅，舍尔其谁属哉”，要求他守时待变，以图再举，董方才回宁夏金积堡隐居。

### 隐居金积堡董府
董福祥在金积堡期间，促进了西北地区不同宗教和不同民族的关系，如汉族、回族、蒙古族、藏族的关系、他同阿拉善亲王塔旺布里甲拉关系极好，经常去阿拉善王府居住。董福祥与回族开明派教门领袖马元章私交密切，与班禅喇嘛、青海塔尔寺阿嘉呼图克图以及崆峒山道门也有联系。在端王载漪被流放时，安排其家眷定居银川。董福祥占有宁夏平原肥沃耕地千顷和马家滩（北达叶盛，南至峡口的黄河滩地）牧场，在吴忠、张家口、包头等地有自己的商号。
光绪三十年，宁夏中宁、中卫平原黄河水泛滥，董福祥拿出二十八万两白银赈灾，并将灾民安置在马家滩，划分田地耕作。董福祥在金积堡口碑很好，有时故作农民打扮，草帽布服旱烟袋，躬亲田间，当地俗语：宫保（董福祥）的人好见，县官的事难缠。董福祥聘请陇右名儒张炳麟、慕寿祺等在董府私塾里面教书。光绪三十四年（1908年）正月初九，董于宁夏吴忠金积堡董府死去，终年六十九岁，遗嘱将全部积蓄四十万两白银上缴国库充实军饷。清政府迫于外国压力和袁世凯的阻挠，未为其举行仪式，也没有赐予谥号，仅在其家乡（宁夏固原南乡十里墩官山）竖立“董少保故里碑”一座，此碑现藏固原博物馆，为国家一级文物。董死后，董府遭到土匪劫掠，维吾尔族夫人以人死势去，居留金积无所依靠，乃留其胞兄董福寿之子天佑，孙董温、董良、董俭、董让等于金积，自携其孙董恭移住固原，借董之旧部固原提督张行志的照料，以策安全。金积堡原建有董福祥祠，对联为“万里封侯，威震铁塞；一代名将，望重银川。”文化大革命时期，其墓葬被挖开盗掘，文物丢失。
在西安也建有规模较小的董府。他在金积堡营花费20万两白银建造董府，是西北地区面积最大的府邸建筑。分为外寨和内寨两部分，共占地4万多平方米。内寨为私人府邸，外寨为3000余人的“董字三营”亲兵驻守。现在仅存1万多平方米的内寨，为三宫六院的格局，2006年列入全国重点文物保护单位，在2010-2015年的建筑修复期间，府内大量砖雕和建筑构件被盗，原有彩绘被覆盖了劣质油漆，遭到破坏。

## 与西北马家军的关系
马家军的各个派系（“甘马”、“青马”、“宁马”三支）都源于董福祥的甘军。
马占鳌在归顺左宗棠之后，一直归在董福祥麾下。马占鳌的儿子马安良（马安良的名字是归顺时左宗棠起的）、马海宴的儿子马麒当时都在董福祥的军中。
光绪二十八年，董福祥保荐部将马福祥担任靖远协台，马福祥家族后来成为西北马家军阀的一支重要力量。
董福祥部老兵刘士杰的孙子即陕甘红军领袖刘志丹。

## 影像
1936年，美国传教士、摄影师克劳德.毕敬士（Claude L.Pickens, Jr．1900－1985）在调查西北穆斯林的考察活动中，途经宁夏金积堡董府，并进入董府内拍摄了数幅照片，包括董府二楼祖先堂供奉的的董福祥大幅黑白照片。1950年，他返回美国，1985年于美国麻省去世，其考察日记、手稿、照片等资料捐献给了哈佛大学燕京图书馆。

## 评价
光绪帝“朱批手谕”：尔忠勇性成，英姿天挺，削平大难，功在西陲。近以国步艰难，事多制肘。朝廷不得已之苦衷，谅尔自能曲体。现在朕方屈己体以应变，尔亦当降志以待时。绝不可暂时屈抑，隳却初心。他日国运中兴，闻鼙鼓思将帅，舍尔其谁属哉？
载漪：汝真好汉，各大帅能尽如尔胆量，洋人不足平矣！
马元章：君是丈夫身，位泰山而立；我有英雄泪，向黄河以洒之。
赵尔巽：初讨陕回，福祥以降军效力，名震西域，何其悍也！运昌统卓胜军，万鹏领旌善营，与虎恩、锡桢、友升转战宁、肃，皆以骁勇名，各著奇绩，其勇略亦有可传焉。其后福祥终以骄妄败，助乱启衅，竟免显戮，岂非幸欤？

## 家族
父：董世猷，固原哥老会首领。封光禄大夫、建威将军。
继母：陈氏。封一品诰命夫人。
妻：有四房姨太太。第四房姨太太是新疆维吾尔人，驻防新疆时所娶，最受宠幸。
子：董福祥膝下无子。过继其胞兄董福寿的两个儿子董天锡、董天纯。
孙：以温良恭俭让为名。董温、董良、董恭。

## 延伸閱讀
[在维基数据编辑]
 《清史稿·卷455》，出自趙爾巽《清史稿》
 在维基共享资源阅览影像、分类